# Test prvočíselnosti

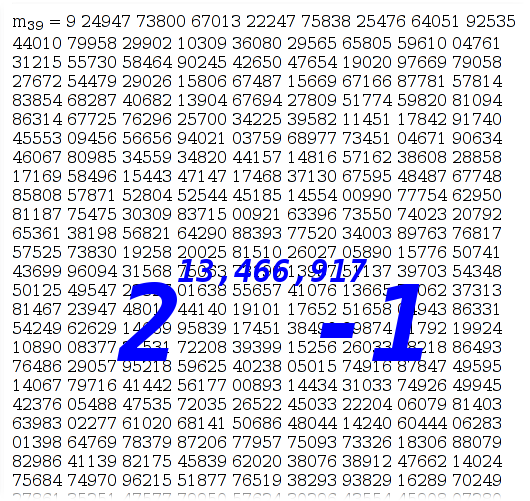
Ukázka Mersennova prvočísla

Test prvočíselnosti je algoritmus z oboru teorie čísel, kterým lze určit, zda je zadané přirozené číslo prvočíslem. Obvykle přitom tuto otázku zodpoví, aniž by přímo našel prvočíselný rozklad (to je považováno za podstatně náročnější úlohu), a často se jedná o pravděpodobnostní algoritmy či algoritmy použitelné jen na určitý druh čísel.
Kromě algoritmů, které v případě úspěchu prokáží, že je číslo prvočíslem, jsou také algoritmy, které v případě úspěchu prokáží, že se jedná o složené číslo – takové se někdy označují testy složenosti a jejich zřejmě nejznámějším příkladem je oblíbený Millerův-Rabinův test prvočíselnosti.
Testování prvočíselnosti je obecně možné v polynomiálním čase, což bylo prokázáno objevením algoritmu AKS v roce 2002. Jedná se ovšem o asymptotickou složitost, při praktickém použití svou rychlostí silně zaostává a jsou často upřednostňovány jiné algoritmy, byť třeba pravděpodobnostní.

## Jednoduché algoritmy

### Zkusmé dělení
Koncepčně nejjednodušším algoritmem testujícím prvočíselnost je zkusmé dělení, které postupně zkouší dělit testované číslo možnými děliteli. V závislosti na propracovanosti implementace se může jednat o zkusmé dělení všemi přirozenými čísly menšími než číslo samo, nebo o optimalizované varianty, kdy se zkouší dělit například pouze dvojkou a pak lichými čísly, nebo pouze prvočísly menšími než odmocnina testovaného čísla.
Tento algoritmus má v každém případě asymptoticky exponenciální složitost (je klasickým příkladem algoritmu s pseudopolynomickou časovou složitostí).
Pro otestování prvočíselnosti malého čísla řádově do milionu ale může být jeho optimalizovaná varianta řešením nejrychlejším.

### Algoritmy hledání prvočísel
Jako test prvočíselnosti je možné použít i algoritmy, jejichž úkolem je najít všechna prvočísla od 2 do zadaného čísla. Klasickým příkladem je Eratosthenovo síto. Asymptoticky ale má exponenciální časovou složitost a navíc má i vyšší paměťovou náročnost a je celkově poměrně pomalé, neboť řeší daleko obsáhlejší úlohu a pro cílené testování prvočíselnosti náhodných velkých čísel se tedy nehodí.
To platí i pro jeho moderní optimalizované varianty a odnože, například Atkinovo síto.

## Obecné pravděpodobnostní algoritmy

### Fermatův test
Fermatův test je založen na Malé Fermatově větě, tedy na pravidle, že pro prvočíselné {\displaystyle p} platí
{\displaystyle a^{p-1}\equiv 1\mod p}
pro všechna {\displaystyle 0<a<p}.
Pokud se podaří nalézt {\displaystyle a}, pro které rovnost neplatí, pak {\displaystyle p} nemůže být prvočíslo. I v případě složeného čísla ale rovnost může platit pro některá {\displaystyle a} (složené číslo se pak vzhledem k {\displaystyle a} označuje za Fermatovo pseudoprvočíslo), dokonce existuje nekonečně mnoho takzvaných Carmichaelových čísel, která se pro všechna {\displaystyle a} chovají vzhledem tomuto testu jako prvočíslo a rovnici splňují. Fermatův test je tedy pravděpodobnostním testem složenosti.

### Solovayův-Strassenův test
Solovayův-Strassenův test využívá Eulerovu větu a Jacobiho symbol a to tak, že ověřuje platnost rovnice
{\displaystyle a^{(p-1)/2}\equiv \left({\frac {a}{p}}\right){\pmod {p}},}
kterou všechna prvočísla {\displaystyle p} splňují pro všechna {\displaystyle 0<a<p}. Pokud test najde {\displaystyle a}, které rovnici nesplňuje, našel důkaz, že {\displaystyle p} je složené číslo. Ovšem i pro složené číslo může být rovnost splněna – říká se mu pak Eulerovo pseudoprvočíslo. Jedná se tedy o pravděpodobnostní test složenosti.

### Millerův-Rabinův test
Millerův-Rabinův test podobně jako Fermatův a Solovayův-Strassenův test hledá svědka složenosti, tedy nějaké {\displaystyle a}, které nesplní rovnice, které by pro prvočíslo platily. V případě Millerova-Rabinova testu je potřeba najít {\displaystyle a}, že
{\displaystyle a^{d}\not \equiv 1{\pmod {n}}}
a
{\displaystyle a^{2^{r}d}\not \equiv -1{\pmod {n}}} pro všechna {\displaystyle 0\leq r\leq s-1}
kde {\displaystyle 2^{s}d=n-1} a {\displaystyle d} je liché. I Millerův-Rabinův test je pravděpodobnostním testem složenosti.

## Specializované algoritmy
Některé algoritmy jsou určeny jen pro čísla určitého tvaru.

### Pépinův test
Pépinův test je určen k testování Fermatových čísel. Jedná se o deterministický test, který běží v polynomiálním čase a je jím možno prokázat, že dané číslo je prvočíslem.

### Lucasův-Lehmerův test
Lucasův-Lehmerův test je určen k testování Mersennových čísel.